# قضية براكة الساحل
قضية براكة الساحل هي عملية مفبركة ضد الجيش الوطني التونسي قام بها نظام الرئيس زين العابدين بن علي بين أبريل ويوليو 1991 للتخلص من بعض قياداته. مست هذه القضية 244 عسكريا: 25 من كبار الضباط، 88 ضابطا، 82 ضابط صف، 49 مجند. 

تأخذ هذه القضية إسمها من مدينة براكة الساحل التي تقع في ضواحي مدينة الحمامات، كانت مقر اجتماع هؤلاء العسكريين للقيام بانقلاب عسكري حسب ما قاله البوليس السياسي سابقا.

## الأحداث
في 22 مايو 1991، قال وزير الداخلية عبد الله القلال في ندوة صحفية أنه تم اكتشاف مؤامرة كانت تحاك للانقلاب على النظام، واتهم حركة النهضة ذات التوجه الإسلامي بالتحضير للانقلاب العسكري واختراق المؤسسة العسكرية. هذا التلاعب، المحاك من قبل أجهزة أمن الدولة، استطاع أن يقنع الرأي العام. 

العسكريين المتهمين زورا تم توقيفهم وأخذوا إلى وزارة الداخلية أين تم تعذيبهم. بعد ذلك، تم إطلاق سراح 151 منهم، بينما اقتيد 93 آخرين للمحكمة أين حكم عليهم بين 3 و16 سنة سجنا. من جهة أخرى، خسر كل المتهمين مناصبهم في الجيش، ولم يعودوا يتمتعون بحقوقهم القانونية (التقاعد والرعاية الصحية في المستشفيات العسكرية...). 

نفذت العملية من قبل وزير الداخلية عبد الله القلال ووزير الدفاع الوطني الحبيب بولعراس: الأول تحمل مسؤوليته القانونية فالاستعمال الممنهج للتعذيب ضد العسكريين، والثاني تحمل مسؤوليته القانونية والأخلاقية. من جهة أخرى، لم يقم وزير الدفاع باستعمال صلاحياته كواحد من أهم الوزراء أين قدم رجاله العسكريين للبوليس السياسي بينما كان بإمكانه التحقيق معهم إذ كان لديه ما يكفي من المؤسسات والهياكل المختصة لمحاكمة المتهمين.

في 23 يونيو، استقبل القلال وفدا من كبار الضباط من بين الذين وقع توقيفهم وتعذيبهم. قدم لهم اعتذاراته واعترف لهم ببرائتهم، وذلك بحضور ممثلي وزارة الدفاع ومن بينهم المدير العام للقضاء العسكري والمدير العام للأمن العسكري.

## النتائج
حتى بعد إعلان برائتهم، لم يسمح للعسكرين بالرجوع لمناصبهم في صفوف الجيش، وذلك بأمر خاص من الرئيس زين العابدين بن علي، القائد الأعلى للقوات المسلحة دستوريا.

لمدة عقدين، شهد هؤلاء العسكريون هرسلة متواصلة من قبل قوات الأمن، وتم منعهم كذلك من العمل والسفر وأشياء أخرى. أثناء هذه المدة، تم الاحتفاظ بهذه القضية تحت جدار من الصمت من قبل النظام.

بعد الثورة التونسية في 2011 ضد نظام زين العابدين بن علي، انتظم العسكريون الذين كانوا متهمين في جمعيات وبدؤوا بإيصال قضيتهم للرأي العام. في يونيو 2011، تم إنشاء «جمعية إنصاف قدماء العسكريين» من قبل عدة ضباط متقاعدين. أخذت هذه الجمعية على عاتقها الدفاع عن قضيتهم لدى المؤسسة العسكرية من أجل تحقيق إعادة التأهيل الرسمي للضحايا واسترداد جميع حقوقهم، مع تعويض عادل عن الأضرار التي لحقت بهم، وعملت أيضا على إيصال قضيتهم للإعلام لكي لا تعاد ثانية.

قامت إذا مجموعة من الضباط بتتبع معذبيهم لدى المحاكم، وهو ما سمح بالقبض على عبد الله القلال ومحمد علي القنزوعي (مدير أمن الدولة الأسبق) وآخرين بتهمة ارتكاب جريمة التعذيب. في 29 نوفمبر 2011، قامت الدائرة الجناحية بالمحكمة الابتدائية العسكرية الدائمة بتونس بتقديم أول الأحكام بعد الثورة التونسية الصادرة في حق رجال العهد السابق، وذلك بتهمة القيام بجريمة التعذيب، وحكم في هذه القضية على زين العابدين بن علي ب5 سنوات سجنا، القلال والقنزوعي ب4 سنوات سجنا، وكذلك حكم على مسؤولين سامين آخرين مثل عز الدين جنيح وزهير الرديسي وحسين الجلالي وبشير الريسي ب5 سنوات سجنا. في 7 أبريل 2012، حكم على القلال والقنزوعي وآخرين إثنين إستئنافيا بسنتين سجن. 

العسكريون القدامى قاموا أيضا بالعمل مع وزارة الدفاع أين تمكنوا من الحصول على بطاقات علاج، وتسجيل وضعيتهم على بطاقات التعريف الوطنية خاصتهم، واسترداد مستحقاتهم من مساهماتهم في التأمين عندما كانوا في الجيش، وبطاقات للدخول إلى مطاعم الجيش، وأخيرا حقهم في الامتثال أمام لجنة الإصلاح. في 23 يونيو 2012، رئيس الجمهورية التونسية المنصف المرزوقي قدم الاعتذارات الرسمية للدولة لضحايا هذه القضية، وذلك بمناسبة الذكرى 56 لتأسيس الجيش الوطني التونسي. من جهة أخرى، تم استقبال الضحايا وعائلاتهم في 10 ديسمبر، يوم الاحتفال بالإعلان العالمي لحقوق الإنسان، من قل الرئيس في القصر الرئاسي بقرطاج. 

في 17 أبريل 2014، قامت حكومة مهدي جمعة بالتصديق على مشروع قانون يعطي منحة التقاعد وتغطية صحية ل151 عسكريا من غير المتمتعين بالعفو العام. في 11 يونيو 2014، قام المجلس الوطني التأسيسي بقبول هذا القانون بالإجماع، وأعاد حقوق كل هذه المجموعة المتكونة من 244 عسكريا. وزير الدفاع الوطني غازي الجريبي أكد من جهته أن هؤلاء العسكريين سيتلقون تشريفات وأوسمة وسيرتدون الزي الرسمي المنصوص عليه بمناسبة الذكرى 58 لتأسيسي الجيش الوطني. 

في 1 أبريل 2016، حكم مجددا على عز الدين جنيح ب3 سنوات سجنا بتأجل التنفيذ.

## مؤلفات
- «مؤامرة» براكة الساحل. وقائع محنة، سامي كردة، دار الجنوب للنشر، تونس العاصمة، 2012.